# IPhone 12
L'iPhone 12 e l'iPhone 12 mini sono due smartphone progettati e prodotti da Apple Inc.. Appartenenti alla quattordicesima generazione di iPhone, hanno sostituito l'iPhone 11 e sono stati annunciati il 13 ottobre 2020 allo Steve Jobs Theater dal CEO di Apple Tim Cook, insieme agli iPhone 12 Pro e Pro Max.
I preordini sono iniziati il 16 ottobre 2020 per l'iPhone 12 e il 6 novembre 2020 per l'iPhone 12 mini e sono stati commercializzati dal 23 ottobre 2020 per l'iPhone 12 e dal 13 novembre 2020 per l'iPhone 12 mini.
Le principali novità rispetto al predecessore includono una variante più piccola (12 mini), nuovo chip Apple A14 Bionic, lo schermo OLED, la connettività 5G, un design squadrato e la ricarica wireless MagSafe.

## Specifiche

### Chip
Entrambi gli smartphone sono dotati del chip A14 Bionic, un SoC a 6 core (2 ad alte prestazioni e 4 ad alta efficienza), affiancato da una GPU a 4 core e dal Neural Engine di terza generazione a 16 core. È prodotto con un processo produttivo a 5nm.

### Display
Gli iPhone 12 e 12 mini, a differenza del loro predecessore, montano un display OLED Super Retina XDR:
- iPhone 12: diagonale da 6,1 pollici, risoluzione di 2532×1170 pixel (460 ppi).
- iPhone 12 mini: diagonale da 5,4 pollici, risoluzione di 2340×1080 pixel (476 ppi).

Entrambi i display presentano una frequenza di aggiornamento di 60 Hz, una luminosità massima di 625 nit (1200 nit quella di picco, HDR) e un contrasto tipico di 2.000.000:1.
Gli iPhone 12 sono inoltre dotati di un vetro anteriore maggiormente resistente rispetto ai modelli precedenti denominato Ceramic Shield (per la presenza di cristalli nanoceramici all’interno della matrice di vetro).

### Fotocamere
Entrambi gli smartphone sono dotati di un sistema a doppia fotocamera posteriore:
- Grandangolo: sensore da 12 MP, apertura ƒ/1.6.
- Ultra-grandangolo: sensore da 12 MP, apertura ƒ/2.4, con campo visivo di 120° e zoom ottico fino a 0.5x.

Le fotocamere posteriori permettono di registrare video 4K fino a 60 fps e slow-motion a 1080p fino a 240 fps.
La fotocamera anteriore è anch’essa da 12 MP in grado di registrare in 4K fino a 60 fps e video in slow-motion fino a 120 fps (denominati “slofies”).

### Resistenza e materiali
Il dispositivo è certificato IP68, garantendo resistenza all’acqua fino a una profondità di 6 metri per 30 minuti. È costruito con un telaio in alluminio e un vetro rinforzato.

### Connettività
Entrambi i dispositivi sono dotati di:
- tecnologia 5G (prima generazione di iPhone a supportare tale tecnologia).[3]
- ricarica wireless MagSafe.[3]

### Software
Gli iPhone 12 e 12 mini sono stati lanciati con iOS 14 e continuano a essere supportati fino a iOS 18.

## Design
Gli iPhone 12 presentano un design squadrato, richiamando gli iPhone 5, 5S e l'iPhone SE del 2016, abbandonando l'estetica con i bordi arrotondati introdotta con l'iPhone 6.

## Colorazioni
| Colorazioni | Colorazioni | Colorazioni |
| Retro       | Retro       | Fronte      |
| ----------- | ----------- | ----------- |
|             | Nero        | Nero        |
|             | Bianco      | Nero        |
|             | Product Red | Nero        |
|             | Verde       | Nero        |
|             | Viola       | Nero        |
|             | Blu         | Nero        |

L'iPhone 12 è il quarto modello presentato in più colorazioni, dopo l'iPhone 5c, l'iPhone XR e l'iPhone 11.
Rispetto all'iPhone 11 precedente viene eliminata la colorazione gialla e aggiunta quella blu. Inoltre il rosso e il verde diventano più chiari, mentre il viola leggermente più scuro.

## Impatto ambientale e riparabilità
Per la prima volta, Apple non include nella confezione né il caricabatterie né gli auricolari EarPods (questi ultimi inclusi soltanto per il mercato francese), limitandosi a includere il cavo Lightning–USB-C. A seguito di questa scelta, Apple ha ridotto il prezzo di vendita del caricabatterie USB-C da 20 W e degli EarPods. Secondo Apple, la scelta ricade nell'ambito della tutela ambientale e nel risparmio in produzione di CO2 dovuto all'estrazione dei materiali necessari nella costruzione dei caricabatterie, oltre al risparmio sulla logistica di distribuzione dovuto all'uso di confezioni ridotte del 70%.
Già dalle prime recensioni, sono sorte critiche a causa della difficile riparabilità dei nuovi modelli dovuta alla politica Apple di introdurre sistemi di pareggiamento all'interno dei componenti interni, rendendo il più difficile possibile le riparazioni terze parti.
Il 17 novembre 2021 Apple ha annunciato il servizio di riparazioni self-service; a partire dagli iPhone 12 e per i Mac con processore Apple Silicon, agli utenti vengono forniti manuali operativi, strumenti e la possibilità d'acquisto di componenti originali per riparazioni fai-da-te.